# ヴィボ・ヴァレンツィア
ヴィボ・ヴァレンツィア（イタリア語: Vibo Valentia ( 音声ファイル)）は、イタリア共和国カラブリア州南西部にある都市で、その周辺地域を含む人口約3万4000人の基礎自治体（コムーネ）。ヴィボ・ヴァレンツィア県の県都である。

## 名称
この町の名の -tia は、例外的に /-tsja/ と発音する。

## 地理

### 位置・広がり
ヴィボ・ヴァレンツィアの市街は、州都カタンザーロから西南西へ約50km、レッジョ・ディ・カラブリアから北北東へ約74km、コゼンツァから南へ約71km、ターラントから南南西へ約222km、ナポリから南南東へ約288kmの距離にある。。
ティレニア海の程近くにあり、地域における農業・商業の中心都市である。また、付近にはトロペーア、リカーディ、ピッツォなどの知られた町があり、観光の拠点ともなっている。また、製造業の重要工場も多く、Maieratoにはマグロの加工地区がある。地域経済の重要な拠点として、港町Vibo Marinaがある。

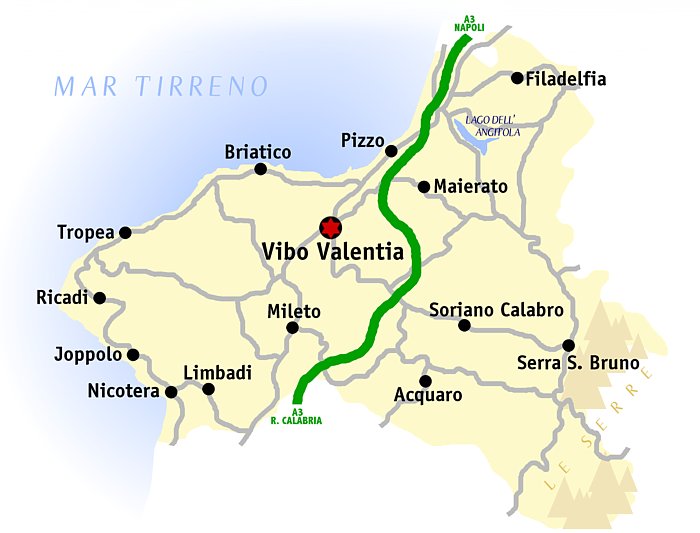
ヴィボ・ヴァレンツィア県概略図

#### 隣接コムーネ
隣接するコムーネは以下の通り。
- ブリアーティコ
- チェッサニーティ
- フィランダーリ
- フランチカ
- ヨナーディ
- ピッツォ
- サン・グレゴーリオ・ディッポーナ
- サントノフリオ
- ステファナーコニ

## 歴史
この町の起源は、ギリシア植民市ヒッポニオン（Hipponion）であり、紀元前7世紀ころ、マグナ・グラエキアの主要都市ロクリの住民たちが築いたものと推定されている。古代ギリシアの歴史家シケリアのディオドロスは、紀元前338年にこの町がシラクサの僭主ディオニソスの手に落ち、住民がすべて追放されたと記録している。紀元前378年、この町の住民たちはカルタゴの支援を受けて町に戻ってきた。その後ヒッポニオンは、カラブリアの大部分を支配したブルッティ（en:Bruttii）の人々の領域に組み入れられた。
この町がローマ人の手に落ちると、地名はラテン語化されてヒッポニウム（Hipponium）となった。紀元前194年、この町はヴィボ・ヴァレンツィアの名を持つローマ植民地になった。共和政末期から帝政初期にかけて繁栄したが、ローマ帝国の没落後は廃墟と化した。
1070年、ノルマン人は古いアクロポリスの跡に城を築いた。1235年、神聖ローマ皇帝兼シチリア王のフリードリヒ2世によって新しい町が建設され、モンテレオーネ（Monteleone）の名で呼ばれるようになった。
1928年、モンテレオーネの町は古代の名に因み、ヴィボ・ヴァレンツィアに改名された。

## 行政

### 行政区画
ヴィボ・ヴァレンツィアには以下の分離集落（フラツィオーネ）がある。
- Bivona, Longobardi, Piscopio, Porto Salvo, San Pietro, Vena Inferiore, Vena Superiore, Triparni, Vibo Marina

## 人物

### 著名な出身者
- ジョバンニ・パリージ - プロボクサー、1988年ソウルオリンピックフェザー級金メダリスト。元世界2階級制覇王者（ライト級、スーパーライト級でいずれも獲得した団体はWBO）

## 参考
- （英語） 公式サイト
- The Columbia Encyclopedia, Sixth Edition. Columbia University Press. 2001.
- The Princeton encyclopedia of classical sites; Stillwell, Richard. MacDonald, William L. McAlister, Marian Holland. Princeton, N.J. Princeton University Press. 1976. ISBN 0-691-03542-3